# Республика Сан-Марко
Республика Сан-Марко (итал. Repubblica di San Marco) — итальянское революционное государство, просуществовавшее 17 месяцев в 1848—1849 годах. Расположенная на берегу Венецианской лагуны, она простиралась на большую часть Венеции или на территорию Террафермы Венецианской республики, которая была разгромлена 51 годом ранее во время Французских революционных войн. После провозглашения независимости от Австрийской империи Габсбургов республика позже присоединилась к Сардинскому королевству в попытке объединить Северную Италию во главе с последним против иностранного (в основном австрийского, но и французского) господства. Однако первая итальянская война за независимость закончилась поражением Сардинии, и австрийские войска захватили Республику Сан-Марко 28 августа 1849 года после долгого противоборства.

## История

### Предпосылки
Просуществовав в качестве независимой морской республики в течение 1101 года и будучи ведущей военно-морской державой в Средиземном море в течение большей части этого времени, Венецианская республика сдалась Наполеону во время Французских революционных войн в 1797 году и была передана Австрийской империи (как королевство Ломбардия-Венеция) по Кампо-Формийскому миру несколько месяцев спустя. Это подтвердил Венский конгресс 1815 года.
Австрийское правительство, поняв, что взаимоприемлемое внутреннее правление невозможно, эксплуатировало венецианские ресурсы, экономически и политически, отдавая предпочтение Триесту как имперскому морскому порту. В течение 50 лет с момента приобретения бывшей республики Австрия взяла на 45 миллионов лир больше, чем потратила в этом регионе, и венецианский капитализм был подавлен нежеланием медленного бюрократического режима Габсбургов отдавать кредит венецианским предпринимателям. К концу 1840-х годов собрание интеллектуалов, городских производителей, банкиров, торговцев и аграрных жителей терра-фермы требовало политических перемен и расширения экономических возможностей, хотя и ненасильственными способами.
По всей Италии дискомфорт от иностранного господства и абсолютной монархии привёл к тому, что все итальянские государства (кроме Ломбардии-Венеции) стали парламентскими монархиями с большей частью реформ, проводимых папой Пием IX. Жёсткая полицейская деятельность в ответ на экономический бойкот государственных монополий в австрийском Милане привела к массовому изгнанию австрийского гарнизона в городе на пять дней в марте 1848 года. Вскоре после этого известие о восстании в Вене, распространившееся до Венеции, привело город к восстанию против австрийского правления с началом независимости Венеции.

### Восстание и независимость
Через несколько дней после обретения независимости Милана и Венеции и их присоединения к Королевству Пьемонт-Сардиния пьемонтская армия перешла в Ломбардию 24 марта 1848 года, когда австрийский командующий фельдмаршал Йозеф Радецкий отступил к Квадрилатеро, цепи  крепостей между Миланом и Венецией. Двумя днями ранее Даниэле Манин вошёл в венецианский арсенал с «рядом настроенных венецианцев», что стало прямым вызовом австрийскому правлению. Поскольку «Арсеналотти» ненавидели австрийских надзирателей, а итальянцы на австрийской военной службе были провенетинцами, Манин и его сторонники перемещались по своему усмотрению, не пострадав.
Полагая, что наступило благоприятное время, Манин вывел своих последователей из засады с криком Вива Сан Марко! (Да здравствует святой Марк!) — девиз уже несуществующей Венецианской республики. Венецианцы, за исключением австрийских чиновников, приняли это как восстановление старой республики.
За исключением Вероны, занятой австрийским гарнизоном как часть Квадрилатеро, города Венеции — в частности Беллуно, Падуя, Ровиго, Тревизо, Удине и Виченца — сразу встали на сторону лагуны и отвергли австрийское правление, провозгласив Манина президентом Республики Сан-Марко и наделили его диктаторскими полномочиями на время чрезвычайного положения. Власть Манина была поддержана средними классами, показывая постоянную смену власти со стороны торговых патрициев старой республики, и его поддержка низших классов в сочетании с обещаниями правопорядка буржуазии означала, что его руководство было популярным. К сожалению, однако, у Манина не было лидерских качеств, которые могли бы привести к прочной независимости.

### Сохранение независимости
Король Сардинии Карл Альберт оккупировал Милан и другие австрийские территории своей армией. Но, несмотря на поддержку народом сардинской кампании в Папской области, Тоскане и Королевстве обеих Сицилий, он решил проводить плебисциты на оккупированных территориях, а не преследовать отступающих австрийцев.
Несмотря на энергичную поддержку Сардинии революционерами (Республика Сан-Марко и миланские добровольцы Джузеппе Мадзини), австрийцы начали восстанавливать свои позиции. Но австрийское правительство было отвлечено 
Венским восстанием, венгерской революцией 1848 года и другими революциями 1848 года в Габсбургских владениях. Поэтому Радецкий получил указание искать перемирия (приказ этот он проигнорировал).
В то время как Австрия была подавлена на каждом фронте, итальянцы дали ей время перегруппироваться и вновь завоевать Венецию и другие неспокойные районы империи один за другим.

### Возвращение австрийского правления
Сокрушительное поражение итальянских войск в битве при Новаре (23 марта 1849 года) прозвучало похоронным звоном по независимости Италии от австрийцев.
Чтобы избежать оккупации Пьемонта, Карл Альберт отрёкся от престола в пользу своего сына Виктора Эммануила II, чей договор с Австрией требовал полного вывода Сардинского флота из венецианских вод. Манин выступил перед Венецианским собранием 2 апреля 1849 года, и они проголосовали за продолжение своей борьбы против австрийцев, несмотря на австрийскую блокаду города. 4 мая 1849 года Радецкий начал своё наступление на Венецианский Форт Маргера, удерживаемый 2500 воинами под командованием неаполитанца Джироламо Уллоа.
Бомбардировка лагуны и города началась одновременно, и только в течение следующих трех недель в Венецию было отправлено 60 000 снарядов. Форт в Маргере продержался до 26 мая, когда Уллоа приказал его эвакуировать; предложение о капитуляции от Радецкого было отклонено в это время.
К августу, когда город охватил голод и холера, Манин предложил собранию проголосовать за сдачу, угрожая уйти в отставку, если собрание проголосует за борьбу до последнего. Собрание, однако, согласилось и предоставило президенту полномочия искать условия, которые были согласованы 22 августа. Въезд Радецкого в Венецию 27 августа ознаменовал собой полную сдачу Венеции Австрийской империи, восстановив status quo ante bellum и заставив Манина бежать из Италии вместе со своей семьей и 39 соратниками в изгнание. Жена Манина умерла от холеры через несколько часов после их отъезда в Париж.